# Theodor Basté
Carl August Theodor Basté (* 19. Juni 1830 in Bernburg; † 27. August 1887 in Karlsbad) war ein deutscher Theaterschauspieler und -leiter.

## Leben
Basté, Sohn des Theaterdirektors Julius Basté, begann zunächst als jugendlicher Liebhaber, war bereits 1856 Theaterdirektor in Aurich und ging später nach St. Petersburg zur Kaiserlich Russischen Hofbühne. Dort wurde 1867 seine Tochter Charlotte Basté geboren. Nach seiner Rückkehr nach Deutschland wirkte er als selbstständiger Theaterleiter.